# José Marín-Baldo y Cachia

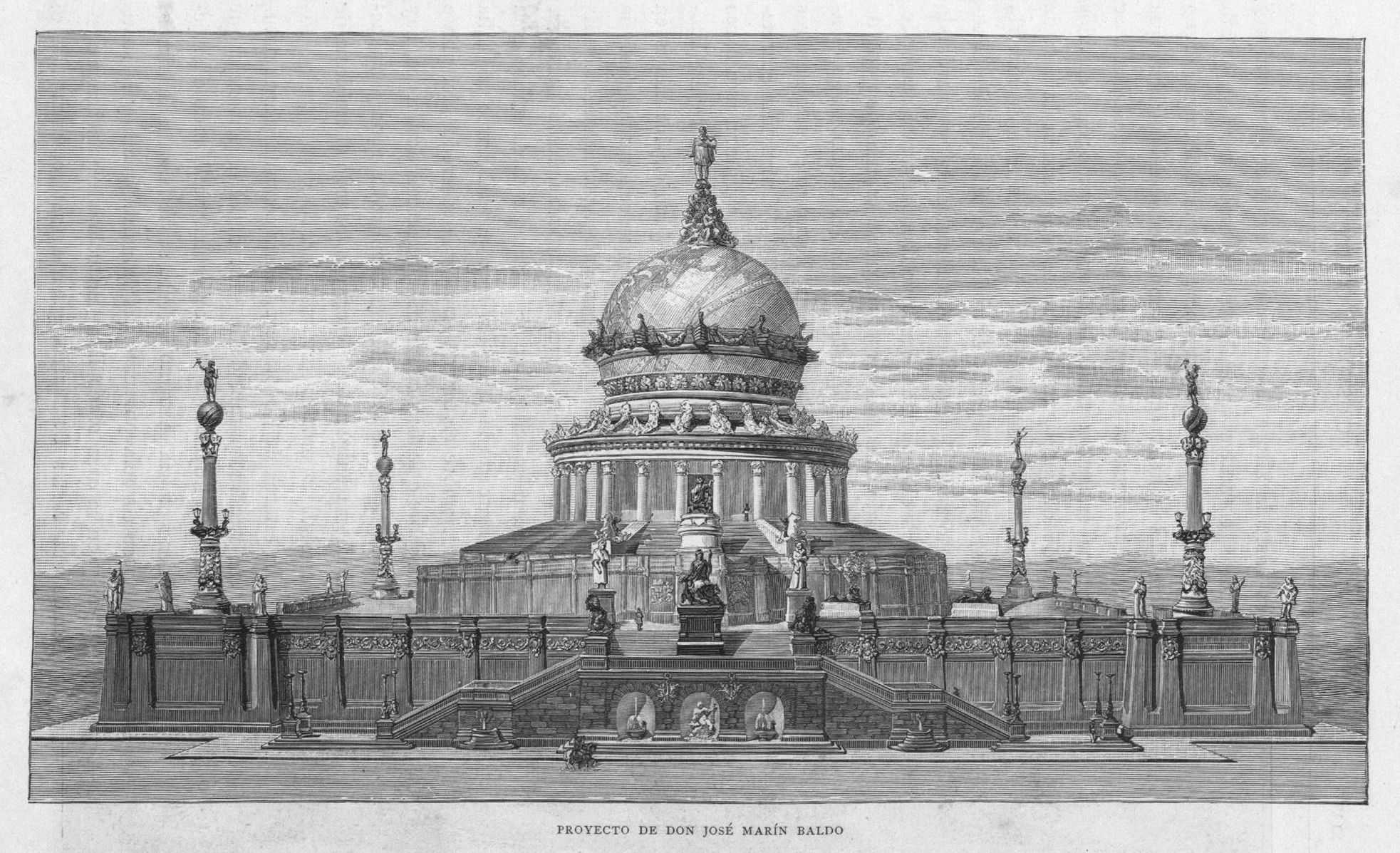
Proyecto de monumento a Colón

José Marín-Baldo y Cachia (Murcia, 1826-Murcia, 1891) fue un arquitecto y artista español, activo en la provincia de Almería y en su ciudad natal.

## Biografía
Nacido en 1826 en Murcia, fue arquitecto provincial de Almería —donde proyectó por ejemplo la actual sede de la Cruz Roja— y municipal de Murcia. Una de sus principales obras consistió en un proyecto de monumento a Cristóbal Colón, el cual, descrito como «utópico», nunca se vería construido, aunque ganaría una medalla de oro en la Exposición Universal de Filadelfia de 1876. Baldo, que escribió una obra titulada Lo que dijo Juan de Herrera. Cuento original (1882) sobre el arquitecto renacentista Juan de Herrera, murió el 28 de enero de 1891 en Murcia. Su hijo, llamado José Marín-Baldo y Burgueros, se dedicó a la pintura.
Fue comendador de la Orden de Isabel la Católica y caballero de la de Carlos III.